# I'm Only Sleeping
"I'm Only Sleeping" là ca khúc của ban nhạc rock người Anh The Beatles, trích từ album năm 1966 Revolver. Tại thị trường Bắc Mỹ, đây là một trong số 3 ca khúc được Capitol Records lấy từ album để đưa vào album tuyển tập Yesterday and Today, được phát hành 2 tháng sau Revolver. Cho dù được ghi cho Lennon-McCartney, ca khúc này là một sáng tác của John Lennon. Phần chơi lead guitar được George Harrison thực hiện bằng kỹ thuật thu âm ngược, trở thành sản phẩm đầu tiên của lịch sử âm nhạc đại chúng áp dụng phương pháp này.
Sau khi đồng bộ hóa các sản phẩm của The Beatles trên toàn thế giới vào năm 1987, "I'm Only Sleeping" quay trở lại album Revolver tại thị trường Bắc Mỹ. Album tuyển tập Anthology 2 (1996) sau này bao gồm nhiều đoạn thu trong thời kỳ Revolver, và ta có thể nghe những ấn bản đầu tiên của ca khúc này mà The Beatles sử dụng thanh la. Năm 2018, nhóm Time Out London xếp "I'm Only Sleeping" thứ 12 trong danh sách những bài hát hay nhất của The Beatles. Năm 2024 "I'm Only Sleeping" Đoạt Giải Grammy dành cho Video âm nhạc xuất sắc nhất.

## Thành phần tham gia sản xuất
Theo Ian MacDonald:
- John Lennon – hát chính và hát bè, guitar acoustic.
- Paul McCartney – bass, hát bè.
- George Harrison – guitar acoustic[8], lead guitar ngược[9], hát bè.
- Ringo Starr – trống.